# Моя леди Зелёные рукава (картина)
«Моя леди Зелёные рукава» — картина английского художника-прерафаэлита Данте Габриэля Россетти, созданная в 1863 году. В настоящее время картина находится в собрании Художественного музея Фогга.
Образ героини и название картины взяты из английской фольклорной баллады «Зелёные рукава», известной с XVI века. Также в 1859 году Россетти создал одноимённую акварель с совершенно другой композицией и образом героини.
Натурщицей для картины 1863 года стала В. Дж. Ньюстаб, супруга одного из ассистентов Россетти. Художник начал работать над произведением ещё в 1854 году, когда создал первый карандашный эскиз. Ещё один набросок был сделан в 1855 году; натурщицей для обоих эскизов стала Эллен Смит. На обратной стороны картины содержится стихотворение, написанное Россетти, оригинал которого хранится в архивах Музея Фогга.
Россетти закончил работу в мае 1863 года. Один из частых покупателей картин Россетти Джордж Бойс полагал, что картина достанется ему, но был крайне разочарован, услышав, что художник отправил её арт-дилеру Эрнесту Гамбарту. На самом деле картина оставалась у Россетти до декабря 1863 года, тогда её купил Джордж Рэй. В 1943 году картина была выкуплена для собрания Музея Фогга.